# Selimnus diores
Selimnus diores är en stekelart som beskrevs av Walker 1842. Selimnus diores ingår i släktet Selimnus och familjen puppglanssteklar.
Artens utbredningsområde är Schweiz. Inga underarter finns listade i Catalogue of Life.